# Roscrea
Roscrea (irl. Ros Cré) – miasto położone w północnej części Tipperary (Munster) w Irlandii. Miasto leży ok. 70 km od Limerick i ok. 120 km od Dublina.

## Nazwa
Ros Cré w języku irlandzkim oznacza "las Cré", gdzie Cré jest staroirlandzkim imieniem żeńskim.

## Historia
Miasto powstało wokół średniowiecznego opactwa. Najstarszym zabytkiem jest okrągła wieża z otworem wejściowym na wysokości ponad 4,5 m. Wieża charakteryzuje się brakiem charakterystycznego szpiczastego dachu, który został zestrzelony w 1798 roku. Jedną z najważniejszych pozostałości ze średniowiecznego opactwa jest Księga Dimmy (datowana na VIII wiek), a znajdująca się obecnie w posiadaniu dublińskiego uniwersytetu Trinity College.

## Komunikacja
Miasto położone jest przy drodze krajowej N7 łączącej Limerick z Dublinem oraz drodze N62 łączącej Athlone i Horse and Jockey, która łączy się tu z drogą krajową N8 (Dublin-Cork).